# Decatriasartorita
La decatriasartorita és un mineral de la classe dels sulfurs que pertany al grup de la sartorita.

## Característiques
La decatriasartorita és una sulfosal de fórmula química TlPb58As97S204. Va ser aprovada com a espècie vàlida per l'Associació Mineralògica Internacional l'any 2017. Cristal·litza en el sistema monoclínic.
L'exemplar que va servir per a determinar l'espècie, el que es coneix com a material tipus, es troba conservat a les col·leccions mineralògiques del Museu d'Història Natural de Viena (Àustria), amb el número de catàleg: 9863.

## Formació i jaciments
Va ser descoberta a la pedrera Lengenbach, situada a Fäld, dins la vall de Binn, al districte de Goms (Valais, Suïssa). Es tracta de l'únic indret de tot el planeta on ha estat descrita aquesta espècie mineral.